# Jim Nabors

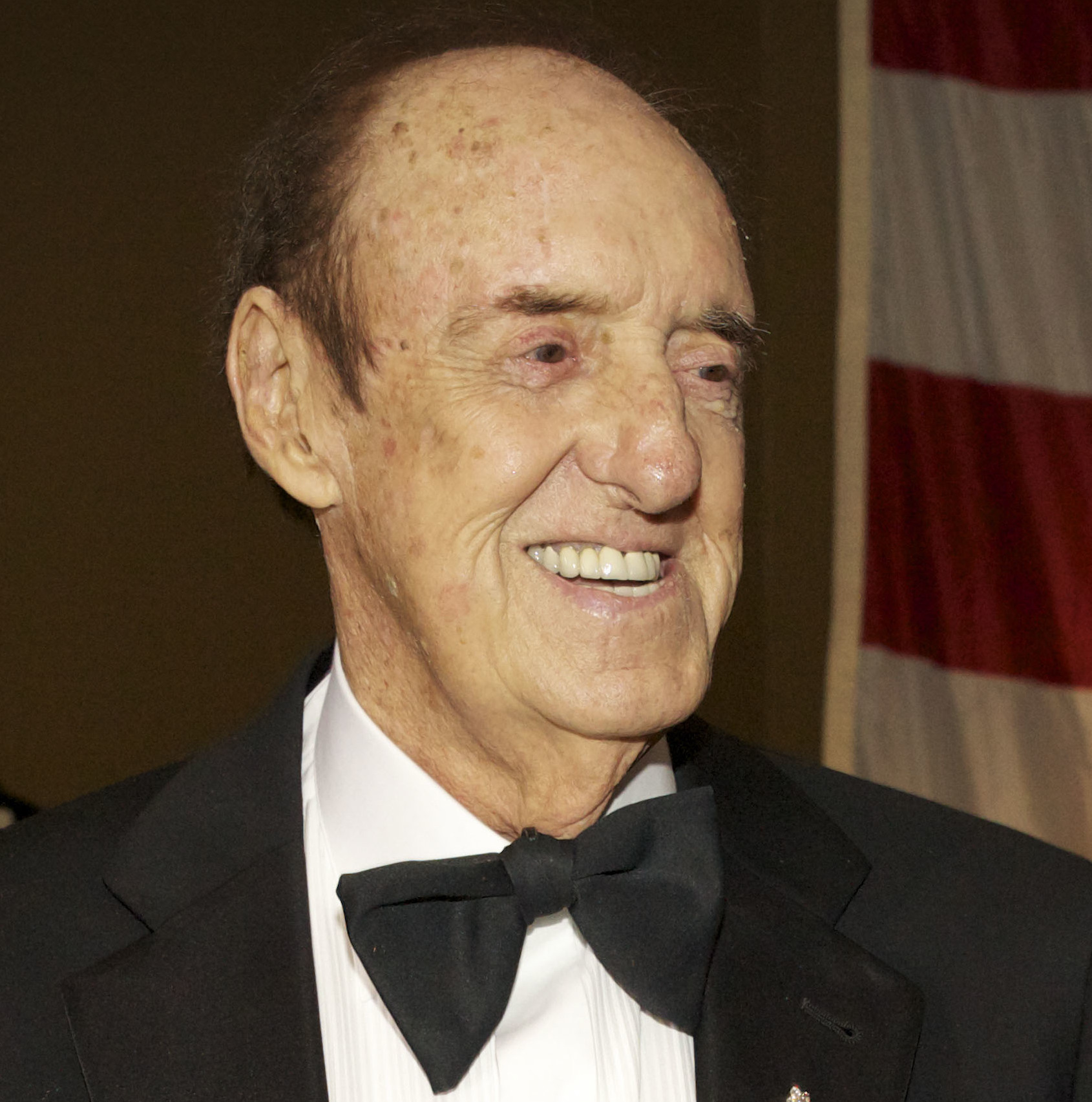
Jim Nabors (2013)

Jim Nabors (* 12. Juni 1930 in Sylacauga, Alabama als James Thurston Nabors; † 30. November 2017 in Honolulu, Hawaii) war ein US-amerikanischer Schauspieler, Fernsehmoderator, Sänger und Komiker.

## Leben und Karriere

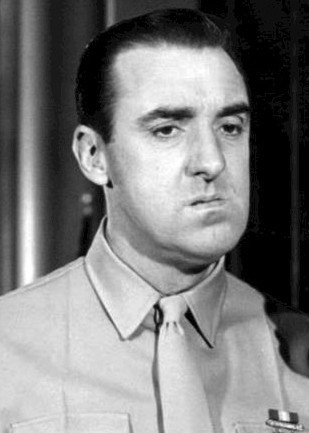
Jim Nabors, 1968

Den schauspielerischen Durchbruch erreichte Jim Nabors durch seine Darstellung des gutherzigen und naiven Automechanikers Gomer Pyle in der 60er-Sitcom The Andy Griffith Show. Diese Rolle machte ihn so beliebt, dass er mit Gomer Pyle: USMC ab 1964 seine eigene Fernseh-Sitcom als Spin-off erhielt, von der bis 1969 insgesamt 150 Folgen produziert wurden. Zwischen 1969 und 1971 moderierte er seine eigene Fernsehshow The Jim Nabors Hour. 1976 war er einer der Gaststars in der ersten Staffel der Muppet Show. In den 1980er-Jahren übernahm er Nebenrollen in mehreren Filmen seines Freundes Burt Reynolds.
Ebenfalls bekannt wurde der Bariton-Sänger durch seine Interpretation des Liedes Back Home Again in Indiana, das er zwischen 1972 und 2014 fast jedes Jahr im Vorprogramm der 500 Meilen von Indianapolis sang. Anfang der 1990er-Jahre zog sich Nabors weitgehend aus dem Showgeschäft zurück und verlebte seinen Ruhestand auf Hawaii. Im Januar 2013 heiratete er seinen Partner Stan Cadwallader, mit dem er seit Mitte der 1970er-Jahre zusammengelebt hatte.

## Filmografie (Auswahl)
- 1962–1964: The Andy Griffith Show (Fernsehserie, 23 Folgen)
- 1963: In Liebe eine 1 (Take Her, She’s Mine)
- 1964–1965: Valentine’s Day (Fernsehserie, 11 Folgen)
- 1964–1969: Gomer Pyle: USMC (Fernsehserie, 150 Folgen)
- 1969–1971: The Jim Nabors Hour (Fernsehshow, 51 Folgen; als Moderator)
- 1975: The Lost Saucer (Fernsehserie, 16 Folgen)
- 1976: Die Muppet Show (The Muppet Show; Fernsehserie, 1 Folge)
- 1977–1981: Love Boat (Fernsehserie, 3 Folgen)
- 1978: A Different Approach (Kurzfilm)
- 1982: Das schönste Freudenhaus in Texas (The Best Little Whorehouse in Texas)
- 1983: Der rasende Gockel (Stroker Ace)
- 1983: Knight Rider (Fernsehserie, 1 Folge)
- 1984: Auf dem Highway ist wieder die Hölle los (Cannonball Run II)

## Diskografie

### Alben
| Jahr | Titel                                        | Höchstplatzierung, Gesamtwochen, AuszeichnungChartsChartplatzierungen (Jahr, Titel, Platzierungen, Wochen, Auszeichnungen, Anmerkungen) | Anmerkungen |
| Jahr | Titel                                        | US | Anmerkungen |
| ---- | -------------------------------------------- | --- | ----------- |
| 1966 | Jim Nabors Sings Love Me With All Your Heart | US24 Gold · (56 Wo.)US |             |
| 1967 | Jim Nabors By Request                        | US50 (40 Wo.)US |             |
| 1967 | The Things I Love                            | US147 (6 Wo.)US |             |
| 1968 | Kiss Me Goodbye                              | US153 (26 Wo.)US |             |
| 1968 | The Lord’s Prayer And Other Sacred Songs     | US173 Gold · (12 Wo.)US |             |
| 1970 | Galveston                                    | US145 (19 Wo.)US |             |
| 1970 | The Jim Nabors Hour                          | US34 (23 Wo.)US |             |
| 1970 | Everything Is Beautiful                      | US124 (26 Wo.)US |             |
| 1971 | For The Good Times/The Jim Nabors Hour       | US75 (13 Wo.)US |             |
| 1971 | Help Me Make It Through The Night            | US122 (10 Wo.)US |             |
| 1971 | How Great Thou Art                           | US166 (4 Wo.)US |             |
| 1972 | The Way Of Love                              | US157 (8 Wo.)US |             |

Weitere Alben
- 1970: Jim Nabors’ Christmas Album (US: Gold)